# Биг-Сур (роман)
«Биг-Сур» — роман Джека Керуака, изданный в 1962 году. Он рассказывает о коротком пребывании писателя в 1961 году в Биг-Суре, на побережье Калифорнии.

## Сюжет
Главный герой романа, Джек Дулуоз, принимает предложение своего друга Лоренцо Монсанто пожить в его уединённой хижине на Калифорнийском побережье, намереваясь укрыться там от постоянных пьянок и своего окружения, состоящего из представителей битников, вдохновленных произведениями Джека. Некоторое время он живёт один среди природы, однако вскоре срывается снова в город, встречается со своими давнишними друзьями и снова начинает много пить. Всё это время его мучают сильные душевные переживания, от которых он пытается укрыться то в алкоголизме, то в отношениях с Вильяминой, знакомой своего старого друга Коди Поумрея. Во время очередного приезда вместе с друзьями в Биг-Сур депрессия окончательно одолевает Джека, и у того случается нервный срыв, сопровождающийся галлюцинациями.
В конце романа содержится также поэма Керуака «Море: Звуки Тихого океана у Биг-Сура».

## Экранизация
В 2013 году роман был экранизирован Майклом Полишем. Главную роль исполнил Жан-Марк Барр.

## Русские издания
- Биг-Сур: Роман / Пер. А. Герасимовой, Е. Калявиной. — СПб.: Азбука, Азбука-Аттикус, 2013.
- Бродяги Дхармы: Проза и стихотворения / Пер. А. Герасимовой. — М.: Летний сад, 2017. (в том числе «Биг-Сур»)